# Trypeticus nasicus
Trypeticus nasicus är en skalbaggsart som beskrevs av Kanaar 2003. Trypeticus nasicus ingår i släktet Trypeticus och familjen stumpbaggar. Inga underarter finns listade i Catalogue of Life.